# Lubentius Huben

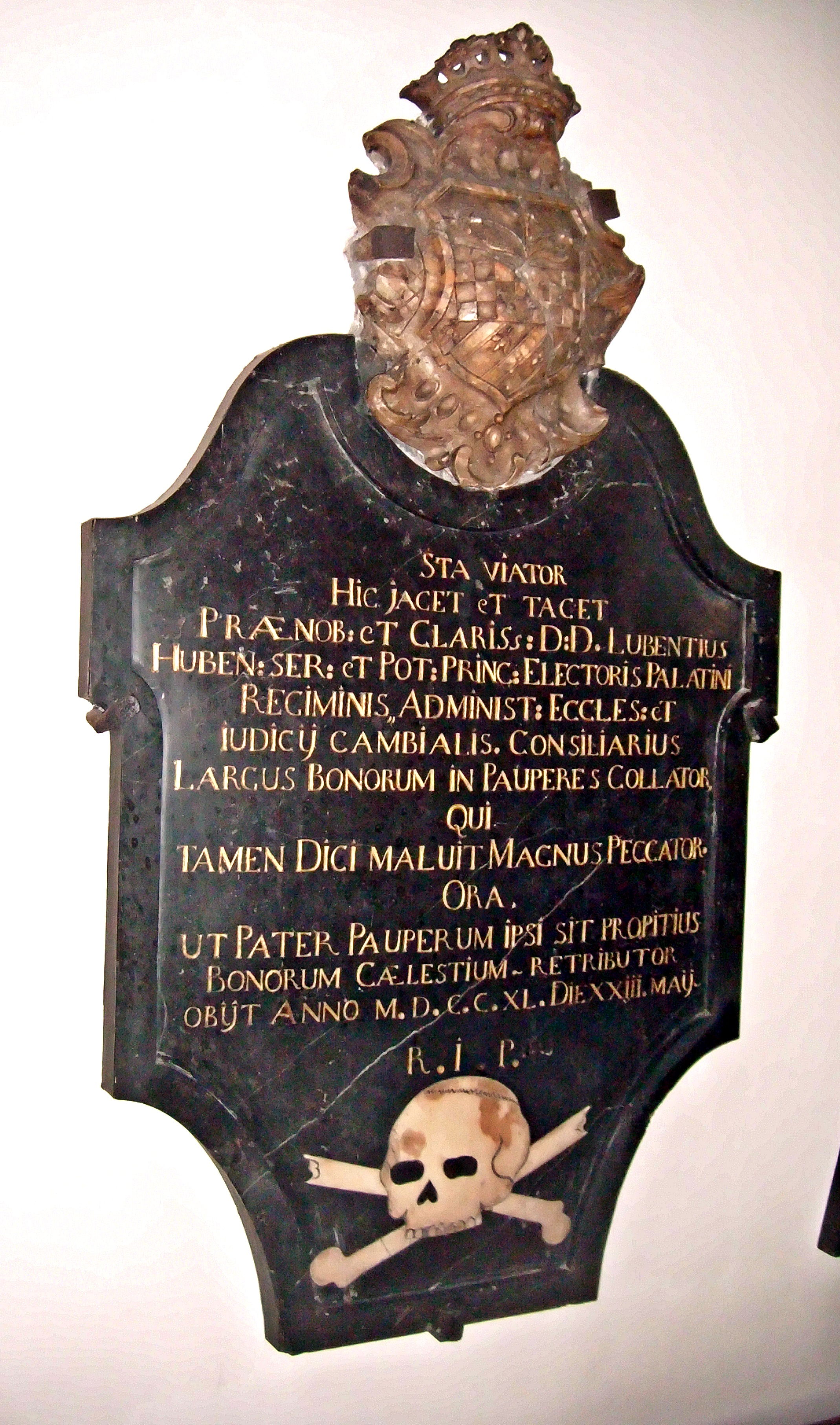
Epitaph in St. Sebastian, Mannheim

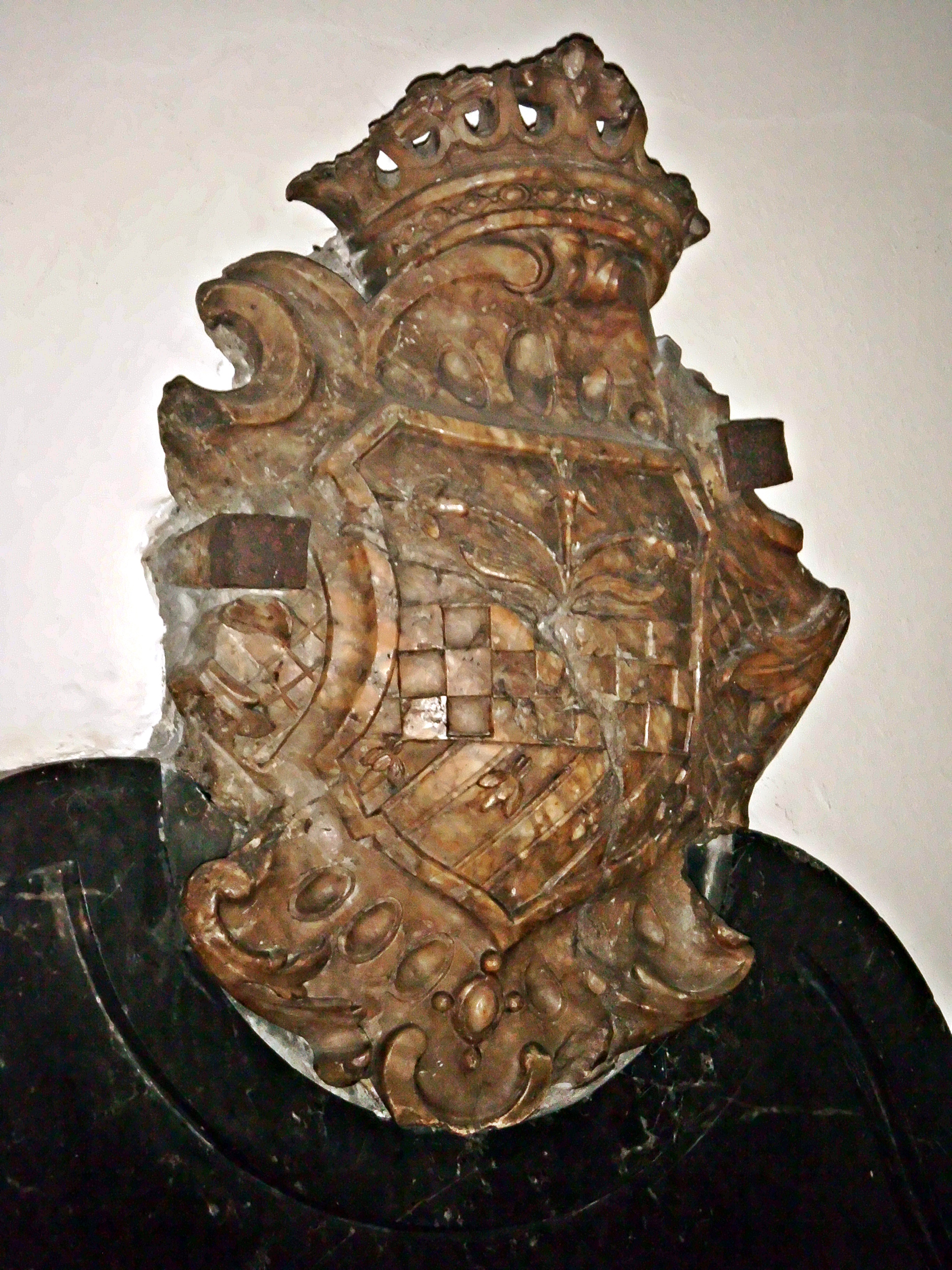
Familienwappen am Epitaph

Lubentius Huben (* um 1680; † 23. Mai 1740 in Mannheim) war ein kurpfälzischer Regierungsrat und Wohltäter der katholischen Kirche, dessen Barockepitaph sich in der Mannheimer Pfarrkirche St. Sebastian erhalten hat.

## Leben und Wirken
Über seine Herkunft ist nichts bekannt, trotz eines gekrönten Familienwappens auf dem Epitaph scheint er bürgerlicher Herkunft gewesen zu sein.
Huben war kurpfälzischer Regierungsrat in der seit 1699 gemischtkonfessionellen Kurfürstlichen Geistlichen Administration, die sich um alle Kirchenangelegenheiten kümmerte. Hier gehörte er der katholischen Sektion an. In dieser Stellung erscheint er bereits 1708 urkundlich, ebenso 1721. Auch der Chur-Pfältzische Staats- und Stands-Calender von 1734 führt ihn noch als Rat der Kurfürstlichen Geistlichen Administration.
1724 heiratete er in Mainz  Anna Margarethe Elisabeth Dilbecker. Am 22. Mai 1740, einen Tag vor seinem Tod, fasste Huben ein Testament ab. Hierin vermachte er u. a. die beträchtliche Summe von 1200 Gulden seiner Heimatpfarrei St. Sebastian in Mannheim. Aus den Zinsen dieser Stiftung wurden noch 1775 Bedürftige versorgt.
Lubentius Huben starb am 23. Mai 1740 und wurde in der Mannheimer St. Sebastians-Kirche beigesetzt, wo er ein Epitaph aus schwarzem Marmor erhielt. Darauf wird er als "Vater der Armen" und als ihr großer Helfer bezeichnet. Außerdem geht aus der Inschrift hervor, dass er auch Rat am kurzlebigen kurpfälzischen Wechselgericht war, das nur von 1726 bis 1734 bestand. Es befasste sich ausschließlich mit finanziellen Angelegenheiten.